# 花の菊千代
『花の菊千代』（はなのきくちよ）は、赤塚不二夫による漫画作品。『月刊コロコロコミック』において1981年4月号から1982年3月号まで連載された。
本作は大富豪の老婦人に飼われていた猫の菊千代が、老婦人の死によって100億円の遺産を相続し、新しい飼い主の元で騒動を起こす内容であり、主人公である菊千代は、預金通帳を持った赤塚の飼い猫の菊千代をモデルとしている。

## 登場人物
菊千代
主人公の猫。老婦人の死後は野良猫になっていたが、街中で会ったタマオと気が合って飼われることになる。預金を下ろすときは前足の足形を紙に押すが、足が腫れるなどして足形が合わないと下ろせなくなる。
タマオ
菊千代の新しい飼い主。最初は菊千代をただの野良猫としか思っていなかったが、大金持ちだと知って見る目が変わる。
タマオの父
目の前にあるものは食べ物でなくても何でも食べてしまい、家族をも困らせている。菊千代をも食べたがっている。
タマオの母
猫が嫌いで、最初は菊千代を飼うことに反対したが、大金持ちだと知って飼うことに同意する。